# Ingrid Bøe Jacobsen
Ingrid Sofie Bøe Jacobsen (* 6. Januar 1992 in Halden) ist eine norwegische Mountainbikerin. Ihre größten Erfolge erzielte sie im Cross-country Eliminator.

## Sportlicher Werdegang
International trat Bøe Jacobsen erstmals im Jahr 2012 in Erscheinung. Zunächst startete sie im olympischen Cross Country (XCO) und im Cross-country Eliminator (XCE). Nach ersten Erfolgen konzentrierte sie sich zunehmend auf den Eliminator. Im Jahr 2014 wurde sie erstmals nationale Meisterin im Eliminator und gewann die Bronzemedaille bei den UCI-Mountainbike-Weltmeisterschaften, ein Jahr später die Silbermedaille.
Nachdem durch die Union Cycliste Internationale der Mountainbike-Eliminator-Weltcup 2017 ins Leben gerufen wurde, gewann sie gleich im ersten Jahr das erste Weltcup-Rennen ihrer Karriere. In der Saison 2018 folgten drei weitere Erfolge sowie der Gewinn der Weltcup-Gesamtwertung im Eliminator.
Ab der Saison 2019 wandte sich Bøe Jacobsen zunehmend dem olympischen Cross Country und Short Track zu. Ihre Erfolge erzielte sie bisher vorrangig auf nationaler Ebene. 2021 wurde sie erstmals Norwegische Meisterin im Short Track, 2022 zusätzlich auch über die olympische Distanz. 

## Erfolge
2014
- Weltmeisterschaften – Eliminator XCE
- Norwegische Meisterin – Eliminator XCE

2015
- Weltmeisterschaften – Eliminator XCE
- Norwegische Meisterin – Eliminator XCE

2016
- Norwegische Meisterin – Eliminator XCE

2017
- Norwegische Meisterin – Eliminator XCE
- ein Weltcup-Erfolg – Eliminator XCE

2018
- Norwegische Meisterin – Eliminator XCE
- drei Weltcup-Erfolge – Eliminator XCE
- Gesamtwertung UCI-MTB-Eliminator-Weltcup

2021
- Norwegische Meisterin – Short Track XCC

2022
- Norwegische Meisterin – Cross-Country XCO, Short Track XCC und Eliminator XCE